# Vernonia moluccensis
Vernonia moluccensis là một loài thực vật có hoa trong họ Cúc. Loài này được (Blume) Miq. miêu tả khoa học đầu tiên năm 1856.